# Burretiokentia
Burretiokentia é um género botânico pertencente à família Arecaceae.

## Espécies
- Burretiokentia dumasii
- Burretiokentia grandiflora
- Burretiokentia hapala
- Burretiokentia koghiensis
- Burretiokentia vieillardii